# MAN F8
Der MAN F8 ist ein Haubenlenker-Lkw von MAN. Er wurde 1951 auf dem Markt eingeführt und war der erste schwere Lkw von MAN nach dem Zweiten Weltkrieg. Die Produktion endete 1963. Die letzten Fahrzeuge wurden überwiegend exportiert. MAN baute den F8 mit drei verschiedenen Radständen, ab Werk waren entweder ein Pritschenaufbau oder ein Kippbrückenaufbau lieferbar. Spezialaufbauten wie etwa Möbelkoffer (siehe Bild rechts) setzten Fremdfirmen auf das F8-Fahrgestell. Mit einem 11,6-Liter-V8-Motor von 180 DIN-PS (132 kW) ausgestattet, war der F8 zu seiner Zeit der leistungsstärkste Lkw im MAN-Angebot.

## Technik
Der F8 ist ein zweiachsiger Langhauben-Lkw mit Leiterrahmen, den es ausschließlich mit Hinterradantrieb gibt. Er hat vorn und hinten Starrachsen, jeweils an zwei längsliegenden halbelliptischen Blattfedern ohne Stoßdämpfer aufgehängt. Die Felgen in der Dimension 8,5–20 sind aus Stahl gegossen. Die Reifen haben die Größe 13–20 eHD; die Hinterachse ist doppeltbereift. Eine druckluftbetätigte Federspeicherbremse wirkt auf alle Räder. Die Bremstrommeln der Hinterräder sind größer als die der Vorderräder. Gelenkt wird mit einer ZF-Einfingerlenkung. Den F8 gibt es ausschließlich als Linkslenker.
Vom Motor wird die Antriebskraft über eine Einscheibentrockenkupplung auf das mit dem Motor verblockte mechanische und unsynchronisierte Sechsgangklauengetriebe des Typs ZF AK 6–75 übertragen. Geschaltet wird dieses Getriebe mit dem MAN-Führungsschaltungsschema, bei dem die Gänge anders als bei einer H-Schaltung übereinander liegen und mit einer Auf- und Abwärtsbewegung des Schalthebels eingelegt werden müssen.
Der Motor des F8, vom Typ D 1548 M, ist ein wassergekühlter und nasssumpfgeschmierter V8-Diesel. Bei einer Zylinderbohrung von 115 mm und einem Kolbenhub von 140 mm ergibt sich ein Gesamthubraum von 11.633 cm3. Das Kurbelgehäuse und die beiden Zylinderblöcke sind in einem Stück gegossen, die beiden einteiligen Zylinderköpfe sind abnehmbar. Der D 1548 M hat hängende Ventile und wandverteilende Direkteinspritzung, das heißt der Treibstoff wird in den kugelförmigen Brennraum im Kolben eingespritzt (MAN-Mittenkugelverfahren). Die Dauerleistung ist mit 180 DIN-PS (132 kW) bei 2000 min−1 angegeben, das maximale Drehmoment beträgt 686,5 N·m bei 1300 min−1. Der niedrigste spezifische Kraftstoffverbrauch des Motors ist 224,3 g/kWh; bei einer Motordrehzahl von 2580 min−1 verbraucht der F8 20 l Kraftstoff auf 100 km, seine Höchstgeschwindigkeit beträgt 60 km/h.